# Imbangala

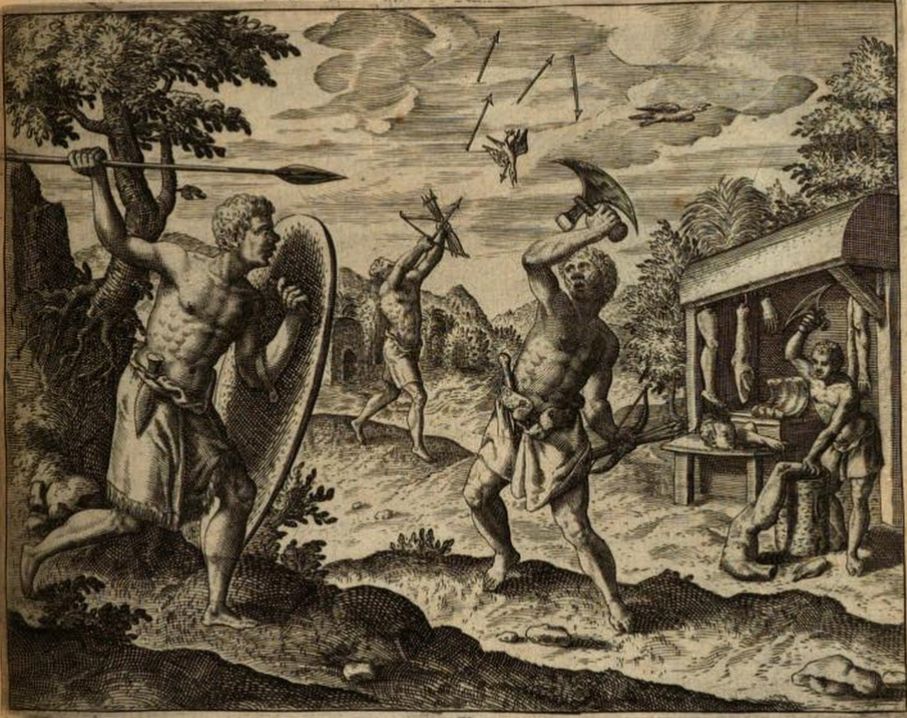
Guerrieri imbangala (Theodor de Bry, 1598)

Gli Imbangala o Mbangala erano gruppi divisi di guerrieri e predoni che lavoravano come mercenari nell'Angola del XVII secolo e che fondarono il Regno di Kasanje.

## Origini
Gli Imbangala erano un popolo, forse proveniente dall'Africa centrale, che apparve in Angola all'inizio del XVII secolo, principalmente per depredare gli insediamenti dei locali agricoltori Ambundu. Le loro origini sono ancora dibattute. È opinione comune che non fossero gli stessi Jaga che attaccarono il Regno di Kongo durante il regno di Álvaro I.
Negli anni '60, Jan Vansina e David Birmingham ipotizzarono che le tradizioni orali del regno di Lunda suggerissero che entrambi i gruppi di predoni, Jaga e in seguito Imbangala,  avessero avuto origine con il leader Kinguri arrivato in Angola nel XVI secolo dal Katanga. Un'altra teoria vuole che gli Imbangala fossero una popolazione locale dell'Angola meridionale, originaria dell'altopiano del Bié o delle regioni costiere a ovest degli altopiani.
La prima testimonianza sugli Imbangala venne scritta da un marinaio inglese di nome Andrew Battell, il quale visse con loro per 16 mesi intorno al 1601-1602; li colloca saldamente nelle regioni costiere e negli altopiani dell'attuale Angola, appena a sud del fiume Kwanza. Il loro re Kalanda ka Imbe dissera Battell di discendere da un re chiamato "Elembe" e di aver avuto origine da un paggio del loro esercito. La storia di Battell fu pubblicata parzialmente da Samuel Purchas nel 1614 e poi integralmente nel 1625.

## Iniziazione e costumi
Gli Imbangala erano una società interamente militarizzata, basata su riti di iniziazione, in contrasto con i riti di parentela consueti della maggior parte dei gruppi etnici africani. Per evitare che la relazione di parentela sostituisse il diritto guadagnato con l'iniziazione, tutti i bambini nati da genitori all'interno di un kilombo (villaggio fortificato) venivano uccisi e ricostituivano il loro numero catturando adolescenti e forzandoli a servire nel loro esercito. Alle donne era dunque permesso lasciare il kilombo per avere i loro figli, ma quando tornavano, il bambino non era considerato un Imbangala fino a quando non subiva il rito d'iniziazione.
I bambini venivano addestrati quotidianamente al combattimento di gruppo e individuale. Durante l'addestramento, gli veniva fatto indossare un collare che non poteva essere rimosso finché non avessero ucciso un uomo in battaglia. Gli Imbangala si coprivano con un unguento chiamato maji a samba, che si credeva conferisse invulnerabilità fintanto che il soldato seguiva una rigida serie di yijila (regole di condotta), che richiedevano la pratica dell'infanticidio, il cannibalismo e un'assoluta assenza di codardia.

## Armi e tattiche
I combattenti Imbangala erano conosciuti come ngunza (gonzo al singolare) ed erano divisi in dodici squadroni, ciascuno guidato da un capitano chiamato musungo e appartenente a un kilombo. Ogni kilombo aveva dodici cancelli per i dodici squadroni. L'esercito Imbangala si schierava in campo aperto, o comunque lontano dalle fortificazioni, in una formazione a tre punte simile alla famosa formazione zulu a "corno di toro". Gli Imbangala attaccavano con un'avanguardia (muta ita) al centro, un corno destro (mutanda), un corno sinistro (muya). A differenza degli Zulu, gli Imbangala combattevano con le stesse armi dei loro nemici, tra cui archi, coltelli e spade. La loro arma principale era la mazza da guerra o l'ascia da guerra.

## Mercenari dei Portoghesi

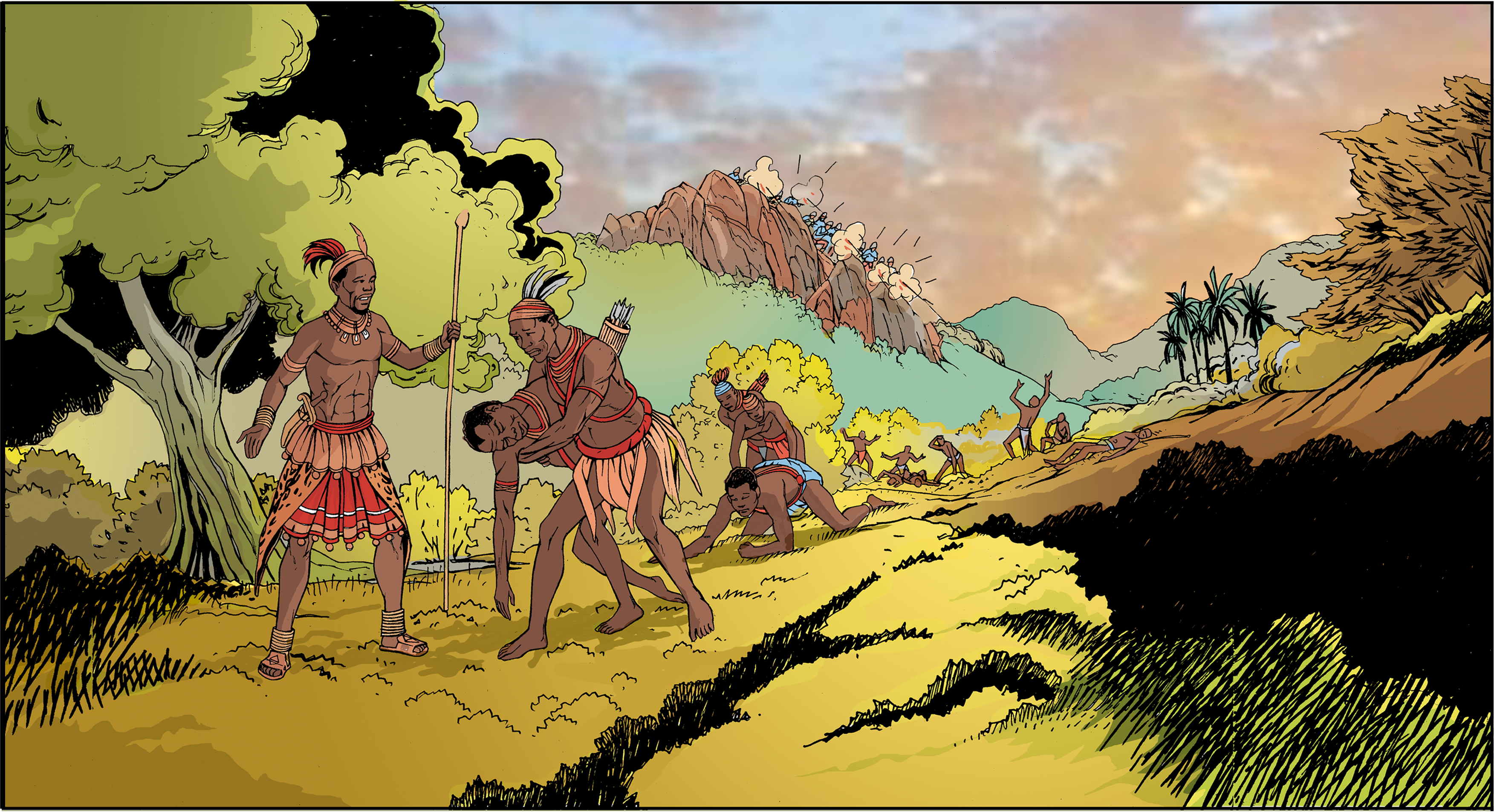
I Portoghesi, alleati degli Imbangala, forzano Ngola Mbandi di Kongo alla ritirata.

Andrew Battell si recò nel paese degli Imbangala con i mercanti portoghesi per acquistare i loro prigionieri di guerra da vendere come schiavi. All'inizio del XVII secolo, gli Imbangala erano predoni il cui interesse principale sembrava essere il saccheggio, soprattutto per ottenere grandi quantità di vino di palma, che producevano con il metodo dispendioso di abbattere gli alberi e spillarne il contenuto fermentato.
La struttura sociale degli Imbangala, rendeva le loro bande ideali per la tratta degli schiavi, poiché i prigionieri non maschi erano ritenuti poco utili nella loro società e potevano essere facilmente venduti ai portoghesi.
Le loro capacità militari e la loro spietatezza suscitarono l'interesse dei coloni portoghesi in Angola, che erano stati combattuti fino allo stremo nelle guerre contro il regno angolano di Ndongo durante il primo periodo del dominio coloniale (1575-1599). Nonostante il disgusto per i costumi degli Imbangala, i governatori portoghesi di Luanda li assunsero occasionalmente per le loro campagne, a partire da Bento Banha Cardoso nel 1615, ma il loro impiego come mercenari si diffuse soprattutto dopo l'assalto di Luis Mendez de Vasconcellos a Ndongo nel 1618.
Mendes de Vasconcellos operò con tre bande di Imbangala, ma presto si accorse che non erano abbastanza disciplinati per prestare servizio a fianco dei soldati portoghesi. La banda di Kulashingo, in particolare, si liberò dal controllo dei coloni nel 1618 e iniziò una lunga campagna di saccheggio che li portò a stabilirsi nella regione di Baixa de Cassange, nell'attuale distretto di Malanje, in Angola, nella valle del Kwango. Questo gruppo è diventato l'etnia angolana moderna che si identifica con il nome di Imbangala.
Un'altra banda, i Kaza, aderì all'opposizione ndongo ai portoghesi, prima di tradire la regina di Ndongo, Njinga Mbandi, nel 1629, vanificando così il tentativo di preservare l'indipendenza di Ndongo dalla sua base sulle isole del fiume Cuanza. Dopo l'effimero tentativo di Njinga Mbandi di unirsi a Kasanje nel 1629-30, la regina si recò a Matamba e lì formò una propria banda Imbangala (o si unì a una già esistente) guidata da un uomo noto come Njinga Mona (figlio di Njinga). Anche se si dice che fosse lei stessa una Imbangala (si suppone che abbia seguito un rito di iniziazione che prevedeva il pestaggio di un bambino in un mortaio per cereali), Njinga Mbandi probabilmente non lo è mai stata davvero.

## Destino ulteriore
Altre bande furono integrate all'esercito portoghese, servendo come ausiliari, comandate da portoghesi e accantonate all'interno del territorio portoghese in Africa. Dopo il periodo di maggior impiego nel XVII secolo, gli Imbangala e altre bande furono licenziate o annientate, come capitò alla banda di Njinga Mbandi a Matamba. Un gruppo ribelle di Imbangala mise radici e fondò il regno di Kasanje.
A sud del Cuanza, nelle loro terre originarie, gli Imbangala continuarono a operare secondo i loro usi per almeno un altro mezzo secolo, ma anche lì formarono gradualmente alleanze con entità politiche esistenti come i Bihe (Viye), Huambo (Wambu) o Bailundu (Mbailundu). In tutte queste aree, i loro costumi si moderarono nel corso del XVIII secolo: il cannibalismo era limitato ai soli rituali e, talvolta, a occasioni simboliche (ad esempio, nel XIX secolo, i gruppi Imbangala negli altopiani centrali praticavano ancora un rituale noto come "mangiare il vecchio uomo").